# Ernst Thälmann - Sohn seiner Klasse
Ernst Thälmann - Sohn seiner Klasse è un film tedesco del 1955 diretto da Kurt Maetzig.
Il film parla della vita di Ernst Thälmann, leader del Partito Comunista di Germania ai tempi della Repubblica di Weimar.
Esso è suddiviso in due parti: Ernst Thälmann - Sohn seiner Klasse uscita nel 1954 e seguita da Ernst Thälmann - Führer seiner Klasse, uscita nel 1955 come sequel.